# Osobna iskaznica
Dokument o identitetu (koji se također naziva i identifikacijski dokument ili osobna iskaznica ili kolokvijalno „papiri”) je svaki dokument koji se može koristiti za dokazivanje identiteta osobe. Ako se izdaje u malom, standardnom obrascu veličine kreditne kartice, obično se naziva osobnom iskaznicom (IC, ID, karticom građana), ili putovnicom-karticom. Neke zemlje izdaju formalne identifikacijske dokumente kao nacionalne identifikacijske iskaznice koje mogu biti obvezne ili neobvezne, dok druge mogu zahtijevati provjeru identiteta koristeći regionalne identifikacijske ili neformalne dokumente. 
U nedostatku službenog identifikacijskog dokumenta, u mnogim zemljama vozačka dozvola može biti prihvaćena radi provjere identiteta. Neke zemlje ne prihvaćaju vozačke dozvole za identifikaciju, često zato što u tim zemljama vozačke dozvole ne ističu kao dokumenti i mogu biti stare ili se mogu lako krivotvoriti. Većina zemalja prihvaća putovnice kao oblik identifikacije. Neke zemlje zahtijevaju od svih ljudi da njihovi osobni dokumenti budu dostupni uvijek. Mnoge zemlje zahtijevaju od svih stranaca da u bilo kojem trenutku imaju na raspolaganju putovnicu ili nacionalnu osobnu iskaznicu iz svoje matične zemlje ako u njihovoj zemlji nemaju dozvolu boravka. 
Identifikacijski dokument koristi se za povezivanje osobe s podacima o toj osobi, često u bazi podataka. Fotografija i njezin posjed koriste se za povezivanje osobe s dokumentom. Veza između osobne iskaznice i informacijske baze podataka je bazirana na temelju osobnih podataka prisutnih na dokumentu, poput punog imena nositelja, dobi, datuma rođenja, adrese, matičnog broja, broja kartice, spola, državljanstva i još mnogih drugih podataka. Jedinstveni nacionalni identifikacijski broj najsigurniji je način za identificiranje osobe, ali u nekim zemljama nedostaju takvi brojevi ili se ne spominju u osobnim dokumentima. 

## Povijest
Verziju putovnice koja se smatra najranijim osobnim dokumentom upisanim u zakon uveo je engleski engleski kralj Henry V Zakonom o sigurnim ponašanjima iz 1414. godine.
Sljedećih 500 godina i prije Prvog svjetskog rata većina ljudi nije imala ili trebala osobni dokument. 
Fotografska identifikacija pojavila se 1876. godine, ali to nije postalo u širokoj uporabi sve do početka 20. stoljeća kada su fotografije postale dio putovnica i drugih isprava poput vozačkih dozvola. I Australija i Velika Britanija su, primjerice, uvele fotografske putovnice obveznima 1915. godine nakon takozvanog špijunskog skandala Lody.
Oblik i veličina osobnih iskaznica standardizirao je 1985. godine ISO/IEC 7810. Neki moderni identifikacijski dokumenti pametne su kartice, koje uključuju ugrađene integrirane krugove (čipove) koje je teško krivotvoriti a koji je 1988. godine normirao ISO/IEC 7816. Nove tehnologije omogućuju osobnim iskaznicama sadržavanje biometrijskih informacija, poput fotografije; mjerenja lica, ruku ili šarenice; ili otiska prstiju. Mnoge zemlje sada izdaju elektroničke osobne iskaznice. 

## Usvajanje
Dužnosnici za provođenje zakona tvrde da osobne iskaznice olakšavaju nadzor i potragu za kriminalcima i stoga podržavaju univerzalno usvajanje osobnih iskaznica. Međutim, u zemljama koje nemaju nacionalnu iskaznicu postoji bojazan zbog predviđenih velikih troškova i potencijalne zlouporabe visokotehnoloških pametnih kartica. 
U mnogim zemljama - posebno u zemljama u kojima se govori engleski jezik poput Australije, Kanade, Irske, Novog Zelanda, Ujedinjenog Kraljevstva i Sjedinjenih Država - ne postoje obvezne osobne iskaznice koje vlade izdaju za sve građane. Irska kartica javnih službi (Public Services Card) ne smatra se nacionalnom osobnom iskaznicom od strane odjela za zapošljavanje i socijalnu zaštitu (DEASP) ali mnogi kažu da to zapravo postaje i to bez javne rasprave ili čak zakonodavnog temelja.
U tim se zemljama raspravlja oko toga jesu li takve kartice i njihova centralizirana baza podataka kršenje privatnosti i građanskih sloboda. Većina kritika usmjerena je prema povećanim mogućnostima opsežne zlouporabe centraliziranih i sveobuhvatnih baza podataka za pohranu osjetljivih podataka. Istraživanje studenata sveučilišta Open University u Velikoj Britaniji 2006. zaključilo je da je planirana obvezna osobna iskaznica prema Zakonu o osobnim iskaznicama iz 2006. godine, zajedno s bazom podataka središnje države, proizvela najnegativniji odgovor među nekoliko alternativnih konfiguracija. Nijedna od gore nabrojanih zemalja ne posjeduje osobne dokumente, ali oni imaju stvarne ekvivalente, jer u mnogim situacijama ove države još uvijek zahtijevaju dokaz o identitetu. Na primjer, svi vozači vozila moraju imati vozačku dozvolu, a mladi će možda trebati koristiti posebno izdanu karticu kojom dokazuje punoljetnost (tzv. Proof of age card) prilikom kupovine alkohola. Pored toga, Sjedinjene Države zahtijevaju da se svi njeni muški stanovnici u dobi između 18 i 25 godina, uključujući strance, prijave u vojnu službu.  

### Argumenti za
Argumenti za osobne dokumente kao takve: 
- Da bi se izbjeglo nepodudaranje ljudi i uspješno borilo protiv prijevara, trebao bi postojati način za što sigurnijim dokazom identiteta osobe.
- Svako ljudsko biće već nosi svoju osobnu identifikaciju u obliku DNK-a, koju je izuzetno teško falsificirati ili odbaciti (u smislu modifikacije). Čak i za nedržavne komercijalne i privatne interakcije, to bi moglo u kratkom roku postati preferirani identifikator, što državnu osobnu iskaznicu čini manjim zlom od potencijalno velikih rizika privatnosti povezanih sa svakodnevnom uporabom nečijeg genetskog profila u svrhu identifikacije.[7][8][9][10]

Argumenti za nacionalne identifikacijske dokumente: 
- Ako se koriste samo privatne alternative, poput osobnih iskaznica koje su izdale banke, urođeni nedostatak dosljednosti u pogledu politika izdavanja može dovesti do problema s daljnjim polazima. Na primjer, u Švedskoj su privatne tvrtke poput banaka (navodeći sigurnosne razloge) odbile izdati osobne iskaznice pojedincima bez Švedske kartice. To je prisililo vladu da počne izdavati nacionalne kartice. Teže je i kontrolirati upotrebu informacija od strane privatnih tvrtki, primjerice kada izdavači kreditnih kartica ili društvene mreže preslikavaju ponašanje kupaca kako bi pomogli ciljanju oglasa.

### Argumenti protiv
Argumenti protiv osobnih dokumenata kao takvih: 
- Troškovi razvoja i administracije sustava osobnih iskaznica mogu biti vrlo visoki. Brojke od 30 £ (45 USD u SAD-u) do 90 £ ili čak više su predložene za britansku osobnu iskaznicu. U zemljama poput Čilea osobnu iskaznicu osobno plaća osoba do 6 funti; u drugim zemljama, poput Francuske ili Venezuele, osobna iskaznica je besplatna.[11][12] To, međutim, ne otkriva stvarne troškove izdavanja osobnih iskaznica, jer neki dodatni dio općenito snose porezni obveznici.

Argumenti protiv nacionalnih identitetskih dokumenata: 
- Umjesto da se oslanjaju na osobne iskaznice koje im je izdala vlada, savezna politika SAD-a ima za alternativu poticanje raznih identifikacijskih sustava koji već postoje, poput vozačkih ili oružničkih dozvola ili privatnih kartica.

Argumenti protiv prekomjerne upotrebe ili zlouporabe osobnih dokumenata: 
- Iskaznice koje se oslanjaju na centraliziranoj bazi podataka mogu se koristiti za praćenje nečijeg fizičkog kretanja i privatnog života, čime narušavaju osobnu slobodu i privatnost. Predložena britanska osobna iskaznica (vidi sljedeći odjeljak) predlaže niz povezanih baza podataka kojima upravljaju tvrtke privatnog sektora.
- Ako se rasa prikazuje na obveznim osobnim dokumentima, ove informacije mogu dovesti do rasnog profiliranja.

## Nacionalne politike
Prema Privacy Internationalu od 1996. godine posjedovanje osobnih iskaznica bilo je obvezno u oko 100 zemalja, iako ono što predstavlja "obvezno" varira. U nekim je zemljama (vidjeti dolje) obvezno posjedovanje osobne iskaznice kada osoba dosegne propisanu dob. Kazna za posjedovanje obično je novčana kazna, ali u nekim slučajevima može dovesti do pritvora dok se ne utvrdi identitet. Za osobe osumnjičene za zločine poput krađe automobila ili ne posjedovanja autobuske karte, ne posjedovanje osobne iskaznice može rezultirati takvim pritvorom, također u zemljama koje formalno ne traže osobne iskaznice. U praksi su slučajne provjere rijetke, osim u određenim vremenima. 
Određene zemlje nemaju nacionalne iskaznice. Tu spadaju Andora, Australija, Bahami, Kanada, Danska, Indija, Japan, Kiribati, Maršalovi Otoci, Nauru, Novi Zeland, Norveška, Palau, Samoa, Turkmenistan, Tuvalu, Ujedinjeno Kraljevstvo i Uzbekistan. Ostali dokumenti o identitetu, poput putovnica ili vozačkih dozvola, prema potrebi se koriste kao osobni dokumenti. Međutim, vlade Kiribatija, Norveške, Samoe i Uzbekistana planiraju uvesti nove nacionalne iskaznice u bliskoj budućnosti. U Danskoj postoje jednostavnije službene osobne iskaznice, koje ne odgovaraju sigurnosti i nivou prihvaćanja nacionalne osobne iskaznice, a koje koriste osobe bez vozačkih dozvola. 
U određenom broju zemalja postoje dobrovoljne šeme osobnih iskaznica. To uključuje Austriju, Belize, Finsku, Francusku, Mađarsku (međutim, svi državljani Mađarske moraju imati barem jedno od navedenog: važeću putovnicu, vozačku dozvolu ili nacionalnu osobnu iskaznicu), Island, Irsku, Svetu Luciju, Švedsku, Švicarsku i Sjedinjene Države. Šema Ujedinjenog Kraljevstva je otpisana u siječnju 2011. godine, a baza podataka je uništena. 
U Sjedinjenim Državama savezna vlada izdaje neobavezne osobne iskaznice poznate kao "Putničke kartice / putovnice - kartice (Passport Cards)" (koje uključuju važne podatke poput državljanstva). S druge strane, savezne države izdaju neobavezne osobne iskaznice osobama koje nemaju vozačku dozvolu kao alternativno sredstvo identifikacije. Ove kartice izdaje ista organizacija odgovorna za vozačke dozvole.  
Za stanovnike Zapadne Sahare, Sahrawi, španjolske osobne iskaznice izdane prije 1975. godine glavni su dokaz da su bili državljani Saharavije, za razliku od nedavnih marokanskih kolonista. Time bi im se omogućilo glasovanje na eventualnom referendumu o samoopredjeljenju. 
Tvrtke i vladini odjeli mogu izdavati osobne iskaznice u sigurnosne svrhe, u svrhu dokaza o identitetu ili dokaza o kvalifikaciji. Na primjer, svi vozači taksi vozila u Velikoj Britaniji nose osobne iskaznice. Rukovodioci, nadzornici i operativi u građevinarstvu u Velikoj Britaniji imaju fotografsku iskaznicu odnosno karticu CSCS (Shema certifikacije građevinskih vještina), koja označava obuku i vještine, uključujući sigurnosnu obuku. Oni koji rade na željezničkim zemljištima u Velikoj Britaniji u blizini radnih linija moraju nositi osobnu iskaznicu s fotografijama koja pokazuje obuku o sigurnosti kolosijeka (PTS i druge kartice), čije posjedovanje ovisi o povremenom i nasumičnom pregledavanju alkohola i droga. U Queenslandu i Zapadnoj Australiji svatko tko radi s djecom mora proći provjere i dobiti Plavu karticu, odnosno Karticu za rad s djecom. 

### Afrika

#### Republika Liberija
Liberija je započela postupak izdavanja svoje nacionalne biometrijske identifikacijske iskaznice, koju će građani i strani rezidenti koristiti za otvaranje bankovnih računa i svakodnevno sudjelovanje u drugim državnim službama. 
Za očekivati je da će se više od 4 i pol milijuna registrirati i dobiti osobne iskaznice državljanstva ili prebivališta u Liberiji. Projekt je već započeo s NIR-om (Nacionalni registar identifikacija) koji izdaje Državne matične kartice građana. Centralizirani nacionalni biometrijski identifikacijski sustav (NBIS) bit će integriran s drugim vladinim ministarstvima. Također će se izdavati Boravišne iskaznice i ECOWAS-ove iskaznice također će se izdavati.

#### Egipat
Obveza je za sve egipatske građane u dobi od 16 godina ili starije posjedovati osobnu iskaznicu (na arapskom jeziku izgovorno Biṭāqat taḥqīq shakhṣiyya, doslovno, „osobna verifikacijska karta“). U svakodnevnom kolokvijalnom govoru općenito se jednostavno naziva "el-biṭāqa" ("karta"). Koristi se za:  
- Otvaranje ili zatvaranje bankovnog računa
- Registraciju u školi ili na sveučilištu
- Registriranje broja mobilnog ili fiksnog telefona
- Komuniciranje s većinom državnih agencija, uključujući: 
  - Podnošenje zahtjeva ili obnavljanje vozačke dozvole
  - Podnošenje zahtjeva za putovnicu
  - Podnošenje zahtjeva za bilo kakve socijalne usluge ili stipendije
  - Registraciju za glasovanje i glasovanje na izborima
  - Registraciju kao poreznog obveznika

Egipatske iskaznice sastoje se od 14 znamenki, nacionalnog matičnog broja, a ističu nakon 7 godina od datuma izdavanja. Neki smatraju da su egipatske iskaznice problematične, zbog opće loše kvalitete fotografija vlasnika kartica i obaveznih zahtjeva da vlasnici osobnih iskaznica na njoj iskažu svoju vjeru, a za udate žene da na svoje kartice unesu ime svoga supruga.  

#### Tunis
Očekuje se da će svaki građanin Tunisa podnijeti zahtjev za izdavanje osobne iskaznice do svoje 18. godine; međutim, uz odobrenje roditelja, državljanin Tunisa može podnijeti zahtjev i dobiti osobnu iskaznicu prije svog osamnaestog rođendana na zahtjev roditelja.  
Godine 2016. Vlada je u parlamentu unijela novi prijedlog zakona za izdavanje novih biometrijskih osobnih isprava. Prijedlog zakona stvorio je kontroverzu u organizacijama civilnog društva.

#### Gambija
Svi građani Gambije stariji od 18 godina dužni su imati Gambijsku nacionalnu osobnu iskaznicu. U srpnju 2009. uvedena je nova biometrijska osobna iskaznica.     Biometrijska iskaznica jedan je od prihvatljivih dokumenata potrebnih za prijavu Gambijske vozačke dozvole.  

#### Mauricijus
Mauricijus zahtijeva od svih građana koji su navršili 18 godina da se prijave za osobnu iskaznicu. Nacionalna osobna iskaznica je jedan od rijetkih prihvaćenih oblika identifikacije, zajedno s putovnicama. Za prijavu putovnice za sve odrasle osobe potrebna je nacionalna osobna iskaznica, a svi maloljetnici moraju sa sobom uzeti nacionalnu iskaznicu roditelja prilikom podnošenja zahtjeva za putovnicu.  

#### Nigerija
Nigerija je prvi put uvela nacionalnu osobnu iskaznicu 2005. godine, ali tada je njezino donošenje bilo ograničeno i nije bilo uobičajeno. Zemlja je sada u procesu uvođenja nove biometrijske osobne iskaznce zajedno sa SmartCardom i ostalim sigurnosnim značajkama. Državno povjerenstvo za upravljanje identitetom (NIMC) je agencija savezne vlade odgovorna za izdavanje ovih novih iskaznica, kao i za upravljanje novom Nacionalnom bazom podataka o identitetu. Savezna vlada Nigerije najavila je u travnju 2013. da će nakon općih izbora 2015. svi sljedeći izbori zahtijevati da birači imaju pravo kandidirati se ili glasati samo ako građanin posjeduje osobnu iskaznicu koju je izdao NIMC. Središnja banka Nigerije također ima u planu izdati upute bankama da zatraže nacionalni matični broj (NIN) za sve građane koji imjau račun u bilo kojoj od banaka koje posluju u Nigeriji. Predloženi datum početka tek treba utvrditi. 

#### Južnoafrička Republika
Građani Južnoafičke Republike u dobi od 15 godina i 6 mjeseci ili stariji imaju pravo na osobnu iskaznicu. Južnoafrički identifikacijski dokument nije valjan kao putni dokument niti vrijedi za upotrebu izvan zemlje. Iako nošenje dokumenta nije potrebno u svakodnevnom životu, potrebno je pokazati dokument ili ovjerenu kopiju kao dokaz identiteta prilikom: 
- Potpisivanja ugovora, uključujući 
  - Otvaranje ili zatvaranje bankovnog računa
  - Registraciju u školi ili na sveučilištu
  - Kupnju mobilnog telefona i registraciju broja
- Interakciju s većinom državnih agencija, uključujući 
  - Podnošenje zahtjeva ili obnavljanje vozačke dozvole ili dozvole za oružje
  - Podnošenje zahtjeva za putovnicu
  - Podnošenje zahtjeva za bilo kakve socijalne usluge ili stipendije
  - Registracija za glasovanje i glasovanje na izborima
  - Registriranje kao porezni obveznik ili za osiguranje od nezaposlenosti

Južnoafrički identifikacijski dokument prije je također sadržavao dozvolu za vožnju vozila i posjedovanje oružja; međutim, ovi se dokumenti sada izdaju zasebno u obliku kartice. Sredinom 2013. uvedena je osobna iskaznica u obliku pametne kartice koja je zamijenila osobnu iskaznicu u obliku knjižice. Karte su pokrenute 18. srpnja 2013. kada su brojni dostojanstvenici dobili prve iskaznice na ceremoniji u Pretoriji. Vlada planira postupno ukidanje osobnih knjižica tijekom razdoblja od šest do osam godina. Vlada ima u vidu pametnu osobnu iskaznicu koristi ne samo kao identifikacijsku karticu već i za licence, nacionalno zdravstveno osiguranje i socijalne potpore.

#### Zimbabve
Zimbabvejci se moraju prijaviti za nacionalnu registraciju kada navrše 16 godina starosti. Građanima Zimbabvea izdaje se plastična kartica na kojoj se nalazi fotografija i njihovi podaci. Prije uvođenja plastične kartice, zimbabvejska lična karta koristila se za ispis na anodiziranom aluminiju. Uz vozačke dozvole, nacionalna registracijska iskaznica (uključujući i stari metalni tip) u Zimbabveu je univerzalno prihvaćena kao dokaz identiteta. Zimbabvejci su po zakonu obavezni nositi identifikaciju sa sobom u svakom trenutku, a od posjetitelja Zimbabvea očekuje se da u svakom trenutku nose sa sobom putovnicu.  

### Azija

#### Afganistan
Građani Afganistana koji su stariji od 18 godina dužni su nositi nacionalni osobni dokument pod nazivom Tazkira. 

#### Bahrein
Građani Bahreinija moraju imati osobnu iskaznicu, koja se zove "pametna kartica", koja je priznata kao službeni dokument i može se koristiti za putovanja unutar zemalja Zaljevskog vijeća za suradnju, i putovnicu koja je priznata širom svijeta.  

#### Bangladeš
Biometrijska identifikacija postoji u Bangladešu od 2008. godine. Svi Bangladeši koji imaju 18 i više godina uključeni su u središnju biometrijsku bazu podataka, koju Bangladeško izborno povjerenstvo koristi za nadgledanje izbornog postupka u Bangladešu. Svim Bangladešima izdaje se NID kartica pomoću koje se mogu dobiti putovnica, vozačka dozvola, kreditna kartica i registracija vlasništva nad zemljištem. 

#### Butan
Butanska nacionalna osobna iskaznica je elektronička osobna iskaznica, obvezna za sve državljane Butana i košta 100 butanskih ngultruma. 

#### Kina
Narodna Republika Kina zahtijeva od svakog građanina starijeg od 16 godina nošenje osobne iskaznice sa sobom. Kartica je jedini prihvatljivi pravni dokument za zapošljavanje, dozvolu boravka, vozačku dozvolu ili putovnicu te za otvaranje bankovnih računa ili podnošenje zahtjeva za upis na fakultete visokog obrazovanja i tehničke škole. 

#### Hong Kong
Hong Konška osobna iskaznica (ili HKID) službeni je identifikacijski dokument koji izdaje Imigracijski odjel Hong Konga svim osobama koje imaju pravo prebivališta, pravo na zemljište ili druge oblike ograničenog boravka u Hong Kongu dulje od 180 dana. Prema Osnovnom zakonu Hong Konga, svi stalni stanovnici mogu dobiti Hong Kong trajnu osobnu iskaznicu koja kaže da imalac ima pravo prebivališta u Hong Kongu. Sve osobe starije od 16 godina moraju imati važeći identifikacijski dokument sa sobom. Sve osobe starije od 16 godina moraju biti u mogućnosti dati na uvid valjane pravne dokumente tijelima vlasti na njihov zahtjev; u suprotnom mogu biti pritvoreni radi istrage njegovog identiteta i zakonskog prava da se nalaze u Hong Kongu. 

#### Indija
Iako u Indiji ne postoji obvezna osobna iskaznica, Aadhaar kartica, višenamjenska nacionalna iskaznica s 16 osobnih podataka i jedinstvenim identifikacijskim brojem, dostupna je svim građanima od 2007. godine. Kartica sadrži fotografiju, puno ime, datum rođenja i jedinstveni 12-znamenkasti broj generiran slučajnim odabirom znamenki koje čine nacionalni identifikacijski broj. Međutim, sama se kartica rijetko zahtijeva kao dokaz, a broj ili kopija kartice su dovoljni. Kartica ima ugrađeni SCOSTA QR kôd preko kojeg su dostupni svi detalji na kartici. Pored Aadhaara, koriste se i PAN kartice, obročne kartice, biračke kartice i vozačke dozvole. Može ih izdati ili vlada Indije, ili vlada bilo koje savezne države, i vrijede u cijeloj državi. Može se koristiti i indijska putovnica. 

#### Indonezija
Stanovnici stariji od 17 godina moraju imati osobnu iskaznicu KTP (Kartu Tanda Penduduk). Kartica će identificirati je li posjednik državljanin Indonezije ili je strani državljanin. Od 2011. godine, indonezijska vlada započela je dvogodišnju kampanju izdavanja osobnih iskaznica koja koristi pametnu karticu i biometrijsko umnožavanje otiska prsta i šarenice. Ova će kartica pod nazivom Elektronska KTP (e-KTP) zamijeniti konvencionalnu osobnu iskaznicu s početkom u 2013. godini.  

#### Iran
Svaki građanin Irana ima identifikacijski dokument koji se na perzijskom jeziku zove Shenasnameh (شناسنامه). Ovo je knjižica koja se temelji na rodnom listu državljanina a koja sadrži matični broj, datum rođenja, mjesto rođenja državljanina te imena, datume rođenja i matične brojeve staratelja / roditelja državljanina. Na ostalim stranicama Shenasnameha zabilježit će se njihov bračni status, imena supružnika, imena djece, datum svakog glasanja i na kraju njihova smrt.  
Svaki iranski stalni stanovnik stariji od 15 godina mora posjedovati važeću nacionalnu iskaznicu (perzijski : کارت ملی) ili barem izvaditi svoj jedinstveni nacionalni broj iz bilo kojeg od lokalnih ogranaka vitalne evidencije iranskog Ministarstva unutarnjih poslova.
Za podnošenje zahtjeva za NID karticu (nacionalnu iskaznicu), podnositelj zahtjeva mora imati najmanje 15 godina i fotografiju priložiti uz izvod iz matične knjige rođenih.  
Od 21. lipnja 2008. NID kartice su obavezne za mnoge stvari u Iranu i iranskim misijama u inozemstvu (npr. za dobivanje putovnice, vozačke dozvole, bilo koji bankarski postupak itd. ).

#### Irak
Svaki irački državljanin mora imati nacionalnu karticu (البطاقة الوطنية). 

#### Izrael
Izraelski zakon zahtijeva od svakog stalnog stanovnika starijeg od 16 godina, da li državljanin Izraela ili ne, nositi identifikacijsku karticu pod nazivom te'udat zehut na hebrejskom, odnosno biţāqat huwīya na arapskom jeziku. 
Kartica je dizajnirana u dvojezičnom obliku, ispisana na hebrejskom i arapskom jeziku; međutim, osobni su podaci prema zadanom predstavljeni na hebrejskom i mogu se prikazati i na arapskom jeziku ako vlasnik tako odluči. Kartica mora na zahtjev biti predstavljena dežurnoj službenoj osobi (npr. policajcu), ali ako stanovnik to ne može učiniti, može se obratiti nadležnom tijelu u roku od pet dana kako bi izbjegao kaznu. 
Sve do sredine 1990-ih, identifikacijska kartica smatrala se jedinim pravno pouzdanim dokumentom za mnoge akcije poput glasanja ili otvaranja bankovnog računa. Od tada se nove izraelske vozačke dozvole, koje uključuju fotografije i dodatne osobne podatke, sada smatraju jednako pouzdanima za većinu ovih transakcija. U drugim situacijama bilo koji vlastiti dokument s fotografijama, poput putovnice ili vojne iskaznice, može biti dovoljan. 

##### Palestinska uprava
Palestinska uprava izdaje identifikacijske kartice nakon sporazuma s Izraelom. Od 1995., u skladu sa Sporazumom iz Osla, podaci se šalju u izraelske baze podataka i provjeravaju. U veljači 2014. objavljena je predsjednička odluka koju je donio palestinski predsjednik Mahmoud Abbas o ukidanju religijskog polja na iskaznicama. Izrael se usprotivio ukidanju ovog polja s palestinskih iskaznica jer Izrael kontrolira njihove službenu evidenciju, osobne iskaznice i putovnice, a Palestinska uprava nema pravo donijeti izmjene i dopune u tom smislu bez prethodnog odobrenja Izraela. Palestinska uprava u Ramallahu rekla je da je ukidanje religijskog polja na iskaznicama bila u središtu pregovora s Izraelom od 1995. godine. Odluku su kritizirali državnici Hamasa u Pojasu Gaze, rekavši da je to neustavno i da se neće provoditi u Gazi.

#### Kuvajt
Kuvajtska osobna iskaznica izdaje se kuvajtskim građanima. Može se koristiti kao putni dokument prilikom posjeta zemljama u Zaljevskom vijeću za suradnju. 

#### Papua Nova Gvineja
E-nacionalne osobne iskaznice uvedene su u 2015.

#### Japan
Od japanskih državljana nije traženo sa sobom imati identifikacijske dokumente na području Japana. Kad je potrebno, uobičajeno se koriste i prihvaćaju službeni dokumenti, poput japanske vozačke dozvole, osnovne kartice za registraciju prebivališta, dozvola za radio-operatera, kartica socijalnog osiguranja, kartica zdravstvenog osiguranja ili putovnica. S druge strane, srednjoročni i inozemni rezidenti dužni su nositi svoje Zairyū kartice dok će kratkoročni posjetitelji i turisti (oni s naljepnicom za privremene posjetitelje u putovnici) morati nositi svoje putovnice. 

#### Macao
Osobna iskaznica Makaua je službeni dokument koji izdaje identifikacijski odjel stalnim stanovnicima i osobama koje nemaju stalno prebivalište. 

#### Malezija
U Maleziji je MyKad obvezni identifikacijski dokument za malezijske državljane od 12 i više godina. Predstavljena od strane Državnog odjela za registraciju 5. rujna 2001. kao jedna od četiri vodeće aplikacije MSC Malezije i zamjenu za Osobnu iskazicu visoke kvalitete (Kad Pengenalan Bermutu Tinggi ), Malezija je postala prva zemlja u svijetu koja koristi identifikacijsua karticu koja sadrži identifikacijsku fotografiju i biometrijske podatke o otiscima prsta na ugrađenom računalnom čipu ugrađenom u komad plastike.  

#### Mijanmar
Državljani Mijanmara dužni su izvaditi Nacionalnu registracijsku karticu (NRC), dok ne-državljani dobivaju inozemnu registracijsku karticu (FRC). 

#### Nepal
Nove biometrijske kartice uvedene su u 2018. godini. Informacije se prikazuju i na engleskom i na nepalskom jeziku.

#### Pakistan
U Pakistanu se svi punoljetni građani moraju s 18 godina registrirati za računalni interni identifikacijski karton (CNIC), s jedinstvenim brojem. CNIC služi kao identifikacijski dokument za potvrdu identiteta pojedinca kao građanina Pakistana. 
Ranije su građanima Pakistana izdavane nacionalne identifikacijske kartice (NIC). Sada je vlada prebacila sve svoje postojeće evidencije Nacionalnih iskaznica (NIC) u središnju računalnu bazu podataka kojom upravlja NADRA. Novi CNIC-ovi lako su čitljivi i imaju sigurnosne značajke kao što su podaci skeniranja lica i otiska prstiju. Krajem 2013. godine postale su dostupne i pametne nacionalne osobne iskaznice, tzv. SNIC-ovi. 

#### Filipini
Nova filipinska iskaznica poznata kao Identifikacijska iskaznica Filipinskog sustava (PhilSys) počela je se izdavati u kolovozu 2018. građanima Filipina i stranim državljanima u dobi od 18 godina. Ova nacionalna osobna iskaznica nije obvezna, ali treba uskladiti postojeće vladine identifikacijske iskaznice koje su već izdane - uključujući Jedinstvenu višenamjensku iskaznicu koja se izdaje članovima sustava socijalnog osiguranja, sustava državnih službi osiguranja, filipinske korporacije zdravstvenog osiguranja i Fonda za razvoj (Pag-IBIG fond). 

#### Singapur
U Singapuru se svaki građanin i stalno boravište (PR) moraju registrirati u dobi od 15 godina za osobnu iskaznicu (IC). Iskaznica je potrebna ne samo za postupke države, već i za svakodnevne transakcije, poput registracije za mobilnu telefonsku liniju, dobivanja određenih popusta u trgovinama i prijave na određenim web stranicama na internetu. Škole ga često koriste za prepoznavanje učenika na ispitima.

#### Južna Korea
Svakom građaninu Južne Koreje starijem od 17 godina izdaje se osobna iskaznica pod nazivom Jumindeungrokjeung (주민등록증). U svojoj je povijesti imala nekoliko promjena, a najnoviji oblik bio je plastična kartica koja ispunjava ISO 7810. Kartica sadrži fotografiju vlasnika i 15-znamenkasti broj koji se izračunava od rođendana i mjesta rođenja. Hologram se primjenjuje u svrhu sprječavanja krivotvorenja. Ta kartica nema dodatne značajke koje se koriste za identificiranje vlasnika, osim fotografije. Osim ove kartice, južnokorejska vlada prihvaća korejsku vozačku dozvolu, tuđinsku registracijsku karticu, putovnicu i osobnu iskaznicu državnog službenika kao službenu osobnu iskaznicu. 

#### Šri Lanka
E- nacionalna osobna iskaznica (skraćenica: E-NIC) je osobni dokument koji se koristi u Šri Lanki. Obvezno je da svi šrilankanski građani koji imaju šesnaest godina i više imaju NIC. NIC-ovi izdaju se od Odjela za registraciju osoba. Zakon o registraciji osoba br. 32 iz 1968. izmijenjen i dopunjen Zakonom br. 28 i 37. iz 1971. i Zakonom br.11 iz 1981. godine koji regulira izdavanje i uporabu NIC-a. 
Šri Lanka je u procesu izrade RFID NIC kartice zasnovane na pametnoj kartici koja će zamijeniti zastarjele kartice 'laminiranog tipa' pohranjivanjem podataka o vlasnicima na čip koji mogu čitati banke, uredi itd. te na taj način smanjiti potrebu za fizičkim pohranjivanjem tih podataka, jer će oni biti spremljeni na serveru. 
NIC broj koristi se za jedinstvenu osobnu identifikaciju, slično kao i OIB u Hrvatskoj.  
U Šri Lanki svi građani stariji od 16 godina moraju podnijeti zahtjev za izdavanje Nacionalne osobne iskaznice (NIC). Svaki NIC ima jedinstveni 10-znamenkasti broj, u formatu 000000000A (gdje je 0 znamenka, a A slovo). Prve dvije znamenke broja su godine rođenja (npr .: 93xxxxxxxx za nekoga rođenog 1993.). Završno slovo je općenito „V“ ili „X“. Za prijavu putovnice (osoba mora imati preko 16 gdina starosti), vozačke dozvole (preko 18 godina) i glasovanja (preko 18 godina) potreban je NIC broj. Uz to, svi građani moraju nositi svoje NIC-ove u svakom trenutku kao dokaz identiteta, s obzirom na sigurnosnu situaciju u državi. NIC -ovi se ne izdaju ne-državljanima koji još uvijek moraju nositi obrazac za identifikaciju fotografija (poput fotokopije svoje putovnice ili strane vozačke dozvole) u svakom trenutku.  

#### Tajvan
"Nacionalna identifikacijska iskaznica" se izdaje svim državljanima Republike Kine (službeno ime Tajvana) starima 14 i više godina koji imaju registrirano domaćinstvo na području Tajvana. Identifikacijska kartica koristi se za gotovo sve aktivnosti koje zahtijevaju provjeru identiteta unutar Tajvana, poput otvaranja bankovnih računa, iznajmljivanja stanova, zahtjeva za zapošljavanje i glasovanja. 
Identifikacijska iskaznica sadrži fotografiju vlasnika, ID broj, kinesko ime i datum rođenja baziranom na Minguo kalendaru. Na poleđini kartice nalaze se i adresa registrirane osobe na koju se šalje službena korespodencija, mjesto rođenja i ime legalnog sljedbenika ili supružnika (ako postoje).
Ako se stanovnici presele, moraju se ponovno registrirati u općinskom uredu. 
Državljani Tajvana s registracijom domaćinstva na Tajvanu poznati su kao "registrirani državljani". Državljani Tajvana koji nemaju registraciju domaćinstva na Tajvanu (poznatu kao "neregistrirani državljani") ne ispunjavaju uvjete za identifikacijsku iskaznicu i pripadajuće privilegije (npr. Pravo glasa i pravo prebivališta u Tajvanu), ali se kvalificiraju za putovnicu Republike Kine koja, za razliku od osobne iskaznice, ne pokazuje prava boravka u Tajvanu. Ako su takvi "neregistrirani državljani" stanovnici Tajvana, imat će potvrdu o prebivalištu na Tajvanu kao identifikacijski dokument, koji je gotovo identičan potvrdi o prebivalištu stranaca izdanoj stranim državljanima s prebivalištem u Tajvanu. 

#### Tajland
Na Tajlandu je tajlandska nacionalna iskaznica (tajlandski: บัตร ประจำ ตัว ประชาชน; RTGS: bat pracham tua pracha chon) službeni identifikacijski dokument izdan samo tajlandskim državljanima. Kartica dokazuje identitet vlasnika za primanje državnih usluga i drugih prava. 

#### Ujedinjeni Arapski Emirati (UAE)
Federalna uprava za identitet i državljanstvo vladina je agencija odgovorna za izdavanje Nacionalnih iskaznica za državljane (državljane UAE-a), državljane i stanovnike GCC-a (Gulf Corporation Council) u državi. Svi pojedinci imaju pravo prijaviti se za osobnu iskaznicu u svim dobima. Za pojedince od 15 godina i više, biometrija prsta (10 otisaka prstiju, dlan i pisač) bilježi se u postupku registracije. Svaka osoba ima jedinstveni 15-znamenkasti identifikacijski broj (IDN) koji osoba posjeduje tijekom cijelog života. 
Iskaznica je pametna kartica koja posjeduje vrhunsku tehnologiju u polju pametnih kartica s vrlo visokim sigurnosnim značajkama koje otežavaju kopiranje. Radi se o kombiniranoj pametnoj kartici od 144 KB, gdje elektronički čip uključuje osobne podatke, 2 otiska prsta, četveroznamenkasti PIN kod, digitalni potpis i certifikate (digitalne i enkripcijske). Osobna fotografija, IDN, ime, datum rođenja, potpis, državljanstvo i datum isteka osobne iskaznice polja su vidljiva na fizičkoj kartici. 
Iskaznica se koristi kao službeni identifikacijski dokument u UAE za sve pojedince koji imaju koristi od usluga u vladi, neke nevladine i privatne subjekte u UAE. To podržava viziju UAE-a o pametnoj vladi jer se osobna iskaznica koristi za siguran pristup e-uslugama u zemlji. Osobnu iskaznicu građani mogu koristiti i kao službeni putni dokument između zemalja GCC-a umjesto korištenja putovnice. Provedba nacionalnog programa osobne iskaznice u UAE poboljšala je sigurnost pojedinaca zaštitom njihovog identiteta i sprečavanjem krađe identiteta.

#### Vijetnam
U Vijetnamu svi građani stariji od 14 godina moraju posjedovati osobnu iskaznicu koju pruža lokalna vlast. 

### Europa

#### Europski Gospodarski Prostor
Nacionalne iskaznice izdane građanima EGP (Europska unija, Island, Lihtenštajn, Norveška) i Švicarske, u kojima se navodi državljanstvo EGP-a ili Švicarske, mogu se koristiti kao osobni dokument unutar matične zemlje i kao putni dokument kojim se može ostvarivati pravo slobodnog kretanja u EGP-u i Švicarskoj.
Tijekom britanskog predsjedanja EU-om 2005. godine donesena je odluka da se: "Dogovore zajednički standardi sigurnosnih značajki i dogovore procedure izdavanja osobnih iskaznica (prosinac 2005.), s detaljnim standardima koji će se dogovoriti što je prije moguće nakon toga. S tim u vezi, predsjedništvo Velike Britanije iznijelo je prijedlog za korištenjem biometrije u cijeloj Eurpskoj uniji na nacionalnim osobnim iskaznicama".
15. svibnja 2019. Europska unija donijela je novu uredbu o jačanju sigurnosti osobnih iskaznica građana Unije i boravišnih isprava koje se izdaju građanima Unije i članovima njihovih obitelji koji ostvaruju pravo na slobodno kretanje. Prema novim pravilima osobne iskaznice morat će se izrađivati na jedinstvenom obrascu formata kreditne kartice (ID-1), uključivati strojno čitljivu zonu te zadovoljavati minimalne sigurnosne standarde koje je utvrdio ICAO (Međunarodna organizacija civilnog zrakoplovstva). Također će morati sadržavati fotografiju i dva otiska prstiju nositelja iskaznice, pohranjene u digitalnom formatu, na beskontaktnom čipu. Na osobnim iskaznicama na zastavi EU-a bit će navedena oznaka zemlje države članice koja je izdaje.
Najkraći rok valjanosti osobnih iskaznica bit će pet godina, a najdulji deset godina. Države članice mogu izdavati osobne iskaznice s duljim rokom valjanosti za osobe od sedamdeset ili više godina. Ako se izdaju, osobne iskaznice za maloljetnike mogu imati rok valjanosti kraći od pet godina.

##### Austrija
Austrijska osobna iskaznica izdaje se austrijskim državljanima. Može se koristiti kao putni dokument za posjećivanje zemalja u EGP (EU plus EFTA), posjedima Britanske krune, Albanije, Bosne i Hercegovine, Gruzije, Kosova, Moldavije, Crne Gore, Republike Sjeverne Makedonije, Sjevernog Cipra (međunarodno nepriznate države), Srbije, Montserrata, Francuskih prekomorskih teritorija i Posjedima Britanske krune, te za organizirana putovanja u Jordan (preko aerodroma Aqaba) i Tunis. Samo oko 10% građana Austrije imalo je ovu iskaznicu u 2012. godini jer se austrijske vozačke dozvole mogu koristiti u zemlji i austrijske putovnice su šire prihvaćene u inozemstvu. 

##### Belgija
U Belgiji se osobama starijim od 12 godina izdaje osobna iskaznica ( fr. carte d'identité  na francuskom jeziku nl. identiteitskaart  na nizozemskom i de. Personalausweis  na njemačkom jeziku), a od 15. godine nošenje ove kartice u svakom trenutku je obavezno. Za strance koji borave u Belgiji izdaju se slične kartice (kartice za strance, nl. vreemdelingenkaart na nizozemskom, fr. carte pour étrangers na francuskom), iako mogu nositi i putovnicu, radnu dozvolu ili (privremenu) boravišnu dozvolu. 
Od 2000. godine sve novoizdane belgijske osobne iskaznice imaju čip ( eID kartica ), a očekuje se da će uvođenje ovih kartica biti dovršeno tijekom 2009. godine. Od 2008. gore spomenuta kartica za strance također se zamjenjuje eID karticom koja sadrži sličan čip. EID kartice mogu se koristiti i u javnom i u privatnom sektoru za identifikaciju i za izradu pravno obvezujućih elektroničkih potpisa. 
Do kraja 2010. belgijski konzulati su izdavali osobne iskaznice starog stila (105 x 75 mm) belgijskim državljanima koji su trajno boravili u svojoj jurisdikciji i koji su se odlučili registrirati u konzulatu. Od 2011. belgijski konzulati izdaju elektroničke osobne iskaznice, čiji se elektronički čip ipak ne aktivira. 

##### Bugarska
U Bugarskoj je obvezno posjedovati osobnu iskaznicu (bugarski - лична карта, lichna karta) u dobi od 14 godina. Svaka osoba starija od 14 godina koju policija provjeri bez posjedovanja barem nekog oblika identifikacije kaznit će se novčanom kaznom u iznosu od 50 bugarskih leva (oko 25 eura). 

##### Hrvatska
Svi hrvatski državljani mogu zatražiti Osobnu iskaznicu. Sve osobe starije od 18 godina moraju imati osobnu iskaznicu i nositi je u svakom trenutku. Odbijanje nošenja ili davanja na uvid osobne iskaznice policijskom službeniku može dovesti do novčane kazne od 100 kuna ili više te pritvorom dok se ne provjeri identitet pojedinca ne može provjeriti otiscima prstiju. 
Hrvatska osobna iskaznica vrijedi na području cijele Europske unije a može se koristiti i za putovanja kroz zemlje Balkana koje nisu članice EU. 
Dizajn hrvatske osobne iskaznice iz 2013. pripremljen je za buduću ugradnju čipa elektroničke osobne iskaznice koji je predviđen za primjenu u 2014. godini.
Od 8. lipnja 2015 izdaje se elektronička osobna iskaznica. Elektronička osobna iskaznica sadrži kontaktni čip na kojem mogu biti prisutni EU kvalificirani certifikati: 
- identifikacijski certifikat (osobe od 6 do 18 godina)
- identifikacijski i kvalificirani potpisni certifikat (osobe od 18 do 65 godina)

Od 2. kolovoza 2021 dostupna je druga generacija hrvatske osobne iskaznice. Osim dodatnih biometrijskih podataka na beskontaktnom čipu, omogućena je besplatna aktivacija mobilnog identiteta Certilia.
Nakon aktivacije, Certilia mobilnu aplikaciju je moguće koristiti za EU kvalificirano elektroničko potpisivanje pdf dokumenata ili prijavu visokom razinom u sustav e-Građani.
Elektroniči potpisani dokumenti iz mobilne aplikacije Certilia ostvaruju pravnu snagu temeljem čl. 25 st. 2 uredbe EU 910/2014 eIDAS  i u potpunosti zamjenjuju vlastoručni potpis.

##### Cipar
Stjecanje i posjedovanje civilne osobne iskaznice obvezno je za sve osobe koje imaju dvanaest i više godina. 29. siječnja 2015. najavljeno je da će sve buduće iskaznice koje se izdaju biti biometrijske. Može ih se zatražiti u centrima za pomoć građanima (KEP) ili u konzulatima s uređajima za snimanje biometrijskih podataka. 
Osobna iskaznica košta 30 eura za odrasle i 20 eura za djecu s 10 odnosno 5 godina važenja. Ujedno je i valjana putna isprava za čitavu Europsku uniju. 

##### Češka Republika
Na češkom jeziku nazvana Občanský průkaz osobna je iskaznica s fotografijom koja se izdaje svim građanima Češke Republike u dobi od 15 i više godina. Službeno su je priznale sve države članice Europske unije za putovanja unutar EU. Za putovanje izvan EU uglavnom je potrebna češka putovnica. 

##### Danska
Danska je jedna od rijetkih zemalja EU-a koja trenutno ne izdaje standardne EU osobne iskaznice (ne računajući vozačke dozvole i putovnice izdane u druge svrhe). 
Danski državljani nisu obvezni nositi osobnu iskaznicu. Tradicionalni identifikacijski dokument (bez fotografije) tzv.  Potvrda o osobnom identifikacijskom broju (danski: Personnummerbevis) u danskom je društvu malo korisna, jer je uvelike zamijenjena znatno svestranijom Karticom nacionalnog zdravstvenog osiguranja (danski: Sundhedskortet) koja sadrži iste informacije i još mnogo toga. Nacionalna kartica zdravstvenog osiguranja izdaje se svim građanima od 12 godina. Obično se naziva osobnom iskaznicom usprkos činjenici da nema fotografiju vlasnika. Obje potvrde preuzimaju svoje podatke iz sustava civilne registracije. No, personnummerbevis se izdaje i danas i to od rujna 1968. godine. 
Danske vozačke dozvole i putovnice jedine su identifikacijske iskaznice koje je izdala vlada, a koje sadrže i osobni identifikacijski broj i fotografiju. Strani državljanin bez vozačke sposobnosti koji živi u Danskoj ne može dobiti takve dokumente. Strane vozačke dozvole i putovnice prihvaćaju se s ograničenjima. Stranac koji živi u Danskoj imat će dozvolu boravka sa svojim osobnim identifikacijskim brojem i fotografijom. 
Do 2004. godine, nacionalna debitna kartica Dankort sadržavala je fotografiju vlasnika i široko je bila prihvaćena kao osobna iskaznica. Danske banke uspješno su lobirale za uklanjanje slika s nacionalnih debitnih kartica, pa tako Dankort od 2004. više ne sadržava fotografiju. Stoga se rijetko privaća za identifikaciju. U periodu od 2004. do 2016. godine danske županije izdavale su "foto osobnu iskaznicu" (billedlegitimationskort), koja se može upotrebljavati kao potvrda starosti, ali je ograničena u svrhu identifikacije zbog ograničene sigurnosti izdavanja i ne vrijedi za putovanja u EU.  
Od 2017. županije izdaju osobne iskaznice  (legitimationskort) koji imaju veću sigurnost i važe za identifikacijske svrhe, ali još uvijek ne vrijede za putovanja unutar EU-a. Od početka 2018. godine kartici je bilo moguće dodati državljanstvo kako bi se omogućio prolazak švedskih graničnih kontrola, nešto što je Švedska nakratko dozvolila, ali onemogućila 2019. Kartice još uvijek ne potvrđuju u potpunosti zahtjeve međunarodnih putnih isprava i nisu odobrene za putovanja u EU jer ne sadrže podatke o spolu i datumu rođenja (ali sadrži danski matični broj) i nemaju strojno čitljive podatke i čip, te nisu registrirane u bazi podataka EU putnih dokumenata PRADO.

##### Estonija
Estonska osobna iskaznica (estonski: ID-kaart) je čipirana iskaznica s fotografijom nositelja. Estonsku osobnu iskaznicu službeno su priznale sve države članice Europske unije za putovanja unutar EU. Za putovanja izvan EU, estonskim državljanima može biti potrebna i putovnica. 
Čip kartice pohranjuje par ključeva, koji korisnicima omogućuje kriptografsko potpisivanje digitalnih dokumenata na temelju principa kriptografije javnog ključa pomoću DigiDoc-a. Prema estonskom zakonu, od 15. prosinca 2000. kriptografski potpis pravno je jednak ručnom potpisu. 
Estonska se osobna iskaznica koristi i za autentifikaciju u estonskom ambicioznom programu glasovanja preko interneta. U veljači 2007. godine Estonija je postala prva zemlja na svijetu koja je pokrenula elektronsko glasanje za parlamentarne izbore. Preko 30 000 birača sudjelovalo je u prvim e-izborima u zemlji. Do 2014. godine, na izborima za Europski parlament, broj e-birača porastao je na više od 100 000 što čini 31% od ukupnih glasova.

##### Finska
U Finskoj svaki građanin može dobiti osobnu iskaznicu (henkilökortti / identitetskort ). Ovo je, zajedno s putovnicom, jedan od dva službena dokumenta. Dostupna je kao elektronička osobna iskaznica (sähköinen henkilökortti / elektroniskt identitetskort ) koja omogućuje prijavu u određene državne službe na Internetu. 
Vozačke dozvole i KELA (socijalno osiguranje) kartice s fotografijom također se široko koriste u opće svrhe identifikacije iako nisu službeno priznate kao takve. Međutim, KELA je prekinula praksu izdavanja iskaznica socijalne sigurnosti s fotografijom nositelja, a s druge strane postalo je moguće socijalno osiguranje ugraditi u nacionalnu iskaznicu. U većini slučajeva kada je potrebna identifikacija, važeći dokumenti su samo osobna iskaznica, putovnica ili vozačka dozvola. Međutim, građanin nije dužan nositi ništa od toga. 

##### Francuska
Francuska ima nacionalnu iskaznicu za sve građane od početka Drugog svjetskog rata u 1940. Obvezni su osobni dokumenti kreirani prije, za radnike od 1803. do 1890., za nomade (gens du voyage) 1912., a za strance 1917. tijekom Prvog svjetskog rata. Nacionalne iskaznice prvi su put izdane kao carte d'identité Française prema zakonu iz 27. listopada 1940. i bile su obvezne za sve starije od 16 godina. Iskaznice su vrijedile 10 godina, morale su se ažurirati u roku od godinu dana u slučaju promjene prebivališta, a njihovo obnavljanje zahtijevalo je plaćanje pristojbe. Pod Vichy režimom, uz fotografiju lica, prezimena, imena, datuma i mjesta rođenja, kartica je sadržavala i nacionalni identifikacijski broj kojim upravlja nacionalna statistika INSEE, a koji se koristi i kao matični broj nacionalne službe, kao broj računa socijalnog osiguranja za zdravstvene i mirovinske beneficije, za pristup sudskim spisima i za porezne svrhe. Dekretom 55-1397 22. listopada 1955. uvedena je revidirana neobvezna karta carte nationale d'identité (CNI). 
Zakon (čl. 78–1 do 78–6 francuskog Zakona o kaznenom postupku (Code de procédure pénale) spominje samo da se prilikom provjere osobne iskaznice koju obavlja policija, žandarmerija ili carinik može dokazati njegov identitet „na bilo koji način”, čija je valjanost prepuštena presudi službenika za provedbu zakona. Iako izričito nije navedeno u zakonu, prema sudskoj praksi dovoljni su osobna iskaznica, vozačka dozvola, putovnica, viza, Carte de Séjour te glasačka iskaznica. Odluka o prihvaćanju drugih dokumenata, s ili bez fotografije dositelja, poput kartice socijalnog osiguranja, putne kartice ili bankovne kartice, prepušta se službeniku za provođenje zakona. 
Prema čl. 78-2 francuskog Zakona o kaznenom postupku provjere identiteta moguće su samo:
- uvlake 1 i 2: ako ste predmet ispitivanja ili istrage, ako jeste počinili, pripremili ili pokušali počiniti kazneno djelo ili ako ste u mogućnosti dati informacije o tome (contrôle judiciaire);[57]
- uvlaka 4: unutar 20 km od francuskih granica i u lukama, zračnim lukama te na željezničkim stanicama otvorenim za međunarodni promet (contrôle aux frontières);[58]
- uvlaka 3: bez obzira na ponašanje osobe, kako bi se spriječilo narušavanje javnog reda i posebice djela protiv sigurnosti ljudi ili imovine ( contrôle administratif ).[59]

Posljednja uvlaka dopušta provjeru identiteta prolaznika od strane policije, posebno u četvrtima s višom stopom kriminaliteta, a koja su često najsiromašnija pod uvjetom, prema Cour de cassationu (Kasacijski sud), da se policajac ne odnosi samo na "opće i apstraktne uvjete", već i na "posebne okolnosti koje mogu okarakterizirati rizik narušavanja javnog reda i, posebno, kaznenog djela protiv sigurnosti ljudi ili imovine" (Cass. crim. 05/12/1999, n ° 99-81153, Bull., n ° 95). 
U slučaju da morate utvrditi svoj identitet, nemogućnost dokazivanja "na bilo koji način" (na primjer, ovisno o zakonitosti cestovnog prometa verbalno), može dovesti do privremenog uhićenja (vérification d'identité) do 4 sata - vremena potrebnog za utvrđivanje vašeg identiteta u skladu s čl. 78-3 francuskog zakona o kaznenom postupku (Code de procédure pénale).
Za financijske transakcije osobne iskaznice i putovnice gotovo se uvijek prihvaćaju kao dokaz identiteta. Zbog mogućeg krivotvorenja, vozačke dozvole se ponekad odbijaju. Za transakcije čekovima koja uključuje veću svotu, trgovci često traže dva različita osobna dokumenta. 
Sadašnje identifikacijske kartice izdaju se besplatno i neobavezne su, a vrijede deset godina za maloljetnike i petnaest za odrasle osobe. Francuska vlada predložila je obvezni sustav biometrijskih kartica, kojem su se usprotivile grupe za ljudska prava te nacionalno tijelo i regulator za računalne sustave i baze podataka, Commission nationale de l'informatique et des libertés, CNIL. Rasprava je u tijeku o još jednom neobaveznom projektu. 

##### Njemačka
Svi njemački državljani stari 16 i više godina obvezni su posjedovati ili Personalausweis (osobnu iskaznicu) ili putovnicu, ali ne i nositi je. Policijski službenici i drugi službenici imaju pravo zahtijevati uvid u jedan od tih dokumenata (obveza identifikacije); međutim, zakon ne kaže da je osoba dužna dokument dostaviti u tom trenutku. No kako vozačke dozvole, iako se ponekad prihvaćaju, nisu zakonski prihvaćeni oblici identifikacije u Njemačkoj, ljudi obično odluče nositi svoj Personalausweis sa sobom. Počevši od studenog 2010. godine, njemačke se iskaznice izdaju u formatu ID-1, a po želji mogu sadržavati i integrirani digitalni potpis. Do listopada 2010. njemačke osobne iskaznice izdavale su se u ISO / IEC 7810 ID-2 formatu. Kartice sadrže fotografiju i čip s biometrijskim podacima, uključujući, neobavezno, otiske prstiju. 

##### Gibraltar
Gibraltar upravlja sustavom osobnih iskaznica od 1943. godine. 
Izdane kartice originalno su bile presavijeni karton, slično kao i osobne iskaznice Ujedinjenog Kraljevstva izdane za vrijeme Drugog svjetskog rata a ukinute 1950. godine. Bile su različitih boja za stanovnike Britanije i stanovnike izvan Britanije. Gibraltar zahtijeva od svih stanovnika da posjeduju osobne iskaznice a izdaju se besplatno. 
1993. godine osobnu iskaznicu u obliku kartona je zamijenjena laminirana verzija. Međutim, iako je vrijedila kao putna isprava za putovanja do Velike Britanije, Španjolska ih nije prihvatila. 
Nova verzija u formatu koji je usklađen s EU-om izdana je i vrijedi za upotrebu diljem EU-a, premda kako ih je vrlo malo njih ikad uočeno, ponekad postoje problemi s njegovom upotrebom, čak i u Velikoj Britaniji. Osobne iskaznice potrebne su za neke financijske transakcije, ali osim toga i za prelazak granice sa Španjolskom nisu u široj uporabi.  

##### Grčka
U Grčkoj postoji obvezni, univerzalni sustav identifikacijskih isprava temeljen na osobnim iskaznicama od Drugog svjetskog rata. Osobne iskaznice policija izdaje u ime Sjedišta policije (prethodno ih je izdavalo Ministarstvo za javni red, koje je sada uključeno u Ministarstvo unutarnjih poslova) i prikazuju vlasnikov potpis, standardiziranu fotografiju lica, ime i prezime, ime i prezime staratelja, datum i mjesto rođenja, visinu, te ime općine i policijske uprave koja ih je izdala. Postoje i dva neobavezna polja dizajnirana kako bi se olakšala hitna medicinska pomoć: tipizacija krvi s ABO i rezusnim faktorom. 
Polja uključena u prethodne forme osobne iskaznice, poput zvanja ili zanimanja, vjeroispovijesti, domicilne adrese, imena i prezimena supružnika, otiska prsta, boje očiju i kose, državljanstva i etničke pripadnosti trajno su uklonjena kao napad na osobne podatke i / ili su bespotrebna za svrhu osobne identifikacije. 
Od 2000. godine, polja s imenima popunjavaju se grčkim i latiničnim slovima. Prema Službi za putovanje Europske komisije [odgovor na upit 36581], grčke iskaznice starog tipa „prema grčkom zakonu vrijede kao i novi tip iskaznica i stoga predstavljaju valjane putne isprave koje su sve ostale države članice EU-a dužne prihvatiti ”. Osim što su jednake putovnicama unutar Europskog gospodarskog prostora, grčke osobne iskaznice su glavno sredstvo identifikacije birača tijekom izbora. 
Od 2005. godine postupak izdavanja osobne iskaznice automatiziran je i sada svi građani stariji od 12 godina moraju imati osobnu iskaznicu koja se izdaje u roku jednog radnog dana. Prije toga datuma starost osoba koje su obvezne posjedovati osobnu iskaznicu bila je 14 godina, a cijeli postupak mogao je trajati i nekoliko mjeseci. 
U Grčkoj je osobna iskaznica najvažniji državni dokument građana. Potreban je za obavljanje bankarskih transakcija ako osoblje banke nije upoznato s očiglednim vlasnikom računa, za komunikaciju s uredima za građanske usluge (KEP), za primanje paketa ili preporučene pošte itd. Građani su također dužni na zahtjev osoblja za provođenje zakona dati na uvid svoju osobnu iskaznicu. 
Sve gore navedene funkcije mogu se ispuniti i s važećom grčkom putovnicom (npr. Za državljane koji su izgubili osobnu iskaznicu i još se nisu prijavili za novu, ljude koji slučajno nose svoju putovnicu umjesto osobne iskaznice ili Grke koji borave u inozemstvu i nemaju osobnu iskaznicu koja se može izdati samo u Grčkoj za razliku od putovnica koje izdaju i konzularni organi u inozemstvu). 

##### Mađarska
Trenutno postoje tri vrste važećih identifikacijskih dokumenata (Személyazonosító igazolvány, née Személyi igazolvány, abbr. Sz.ig. ) u Mađarskoj: najstarije važeće su u obliku knjižice na više stranica i izdane su od Narodne Republike Mađarske prije 1989., druga vrsta je knjižica s mekim koricama i na više stranica izdana nakon promjene režima; njih dvoje imaju ugrađenu originalnu fotografiju vlasnika s originalnim potpisima vlasnika i predstavnika lokalne policije. Treća vrsta je plastična kartica s fotografijom i potpisom nositelja koji je digitalno reproduciran. Obično se naziva Osobna kartica identiteta. 
Na plastičnoj kartici nalaze se ime i prezime vlasnika, djevojačko prezime ako je primjenjivo, datum i mjesto rođenja, djevojačko prezime majke, spol vlasnika kartice, rok važenja osobne iskaznice i lokalno državno tijelo koje je izdalo karticu. Kartica ima šesteroznamenkasti broj + jedinstveni ID s dva slova i zasebnu strojno čitljivu zonu na poleđini za uređaje za skeniranje dokumenata. Nema nikakvih podataka o adresi prebivališta vlasnika, niti o njegovom osobnom matičnom broju - ti osjetljivi podaci nalaze se na zasebnoj kartici, pod nazivom Boravišna Kartica (Lakcímkártya). Osobni matični brojevi izdaju se od 1975. godine; imaju sljedeći format u brojevima: spol (1 broj) - datum rođenja (6 brojeva) - jedinstveni ID (4 broja). Oni se više ne koriste kao osobni identifikacijski broj, već kao statistički potpis. 
Ostali važeći dokumenti su putovnica (plave ili crvene boje s RFID čipom) i vozačka dozvola; od pojedinca se traži da ima najmanje jednog od njih pri ruci cijelo vrijeme. Osobna iskaznica obvezna je glasovanje na državnim izborima ili otvaranje bankovnog računa u zemlji. 
Osobne iskaznice izdaju se stalnim stanovnicima Mađarske; kartica ima drugačiju boju za strane državljane. 

##### Island
Islandske osobne iskaznice izdane od strane države nazivaju se "Nafnskírteini". Većina ljudi umjesto toga koristi vozačke dozvole. Identifikacijske dokumente nije obavezno nositi prema zakonu (osim prilikom vožnje automobila), ali mogu biti potrebni za bankovne usluge, provjeru starosti i druge situacije. 

##### Irska
Irska ne izdaje obvezne državne osobne iskaznice kao takve. Osim kratkog razdoblja tijekom drugog svjetskog rata, kada je irsko ministarstvo vanjskih poslova izdalo iskaznice onima koji žele putovati u Veliku Britaniju, Irska nikada nije izdavala nacionalne osobne iskaznice kao takve. 
Dokumentacija o identitetu nije obvezna za irske i britanske državljane. Bez obzira na to, identifikacija je obvezna za dobivanje određenih usluga poput zračnih putovanja, bankarstva, interakcija u vezi sa socijalnim i javnim uslugama, provjerom dobi i dodatnim situacijama. 
"Ne-državljani" (engl. "Non-nationals", oni koji nemaju veze sa zemljama EGP- a ili Švicarskom) stariji od 16 godina moraju na zahtjev dati identifikaciju bilo kojem imigracijskom službeniku ili članu Garda Síochána (policije).
Za identifikaciju se mogu koristiti putovnice, putovnice-kartice, vozačke dozvole, GNIB registracijske potvrde i drugi oblici osobnih iskaznica. Irska je izdala neobavezne putovnice-kartice od listopada 2015. Kartice su veličine kreditne kartice i sadrže sve podatke s biografske stranice knjižice irskih putovnica i mogu se izričito koristiti za putovanja u EGP-u. 
Irska izdaje "karticu javnih usluga" (Public Services Card, poznatiju kao PPS Card) koja je korisna kad je potrebna identifikacija kontakata koji se tiču socijalne skrbi i javnih usluga. Kartica sadrži fotografiju, ali ne i datum rođenja, pa ih banke ne prihvaćaju. Kartica se također ne smatra osobnom iskaznicom od strane Ministarstva za zapošljavanje i socijalnu zaštitu (DEASP). U raspravi odbora Oireachtas, održanoj 22. veljače 2018., Tim Duggan iz tog odjela izjavio je da je "Nacionalna iskaznica potpuno drugačija ideja. Ljudi su uglavnom prisiljeni nositi (takvu karticu). "

##### Italija
Svi koji imaju zakonito prebivalište u Italiji, bez obzira na to da li je državljanin ili ne, imaju pravo zatražiti osobnu iskaznicu u lokalnoj općini. Također, svaki talijanski državljanin koji boravi u inozemstvu u bilo kojoj od europskih zemalja u kojoj postoji pravo slobodnog kretanja, ima pravo zatražiti to u lokalnom talijanskom veleposlanstvu, odnosno konzulatu.
Osobna iskaznica izdata talijanskom državljanu prihvaća se umjesto putovnice u cijeloj Europi (osim u Bjelorusiji, Rusiji i Ukrajini), te u Turskoj, Gruziji, Egiptu i Tunisu.
Za talijanskog državljanina nije obvezno nositi osobnu iskaznicu, jer vlasti imaju pravo tražiti samo identitet osobe, a ne neki poseban dokument. Međutim, ako službenici javne sigurnosti nisu uvjereni u identitet osobe, kao što je slučaj kada se usmeno tvrdi identiteta, oni mogu zadržati osobu u pritvoru dok se ne utvrdi njezin identitet; takvo uhićenje ograničeno je na vrijeme potrebno za identifikaciju i nema pravne posljedice. 
S druge strane, svi stranci u Italiji zakonski su obvezni kod sebe imati osobnu iskaznicu. Građani zemalja članica EU-a moraju uvijek biti spremni pokazati dokument kojim dokazuju identitet a koji je legalan u njihovoj državi. Rezidenti koji nisu članovi EU-a moraju imati putovnicu s carinskim pečatom ili dozvolu boravka koju su izdale talijanske vlasti; dok svi stranci s prebivalištem / imigranti moraju imati dozvolu boravka (inače su ilegalni i suočavaju se s deportacijom). Strancima iz određenih zemalja koje nisu članice EU-a koji borave u Italiji ograničeno vrijeme (obično za turizam) može se tražiti samo njihova putovnica s pravilnim carinskim pečatom. 
Trenutni talijanski identifikacijski dokument je beskontaktna elektronička kartica izrađena od polikarbonata u formatu ID-1 s mnogim sigurnosnim značajkama i sadrži sljedeće stavke ispisane laserskim graviranjem :
1. na prednjoj strani: fotografija, broj kartice, općina, ime, prezime, mjesto i datum rođenja, spol, visina, državljanstvo, datum izdavanja, datum isteka, potpis, pristupni broj kartice, (neobavezno) rečenica "non valida per l'espatrio "samo ako dokument ne vrijedi u inozemstvu
2. na poleđini: prezime i ime roditelja ili zakonskog staratelja (ako podnositelj zahtjeva još nije punoljetna osoba), talijanski fiskalni kod, talijanski matični broj, adresa prebivališta, (neobavezno) dodatne informacije ako vlasnik prebiva u inozemstvu, talijanski fiskalni kod u oblik bar-koda, odnosno strojno čitljivih podataka

Štoviše, ugrađeni elektronički mikroprocesorski čip pohranjuje vlasnikovu sliku, ime, prezime, mjesto i datum rođenja, prebivalište i (samo ako imaju 12 i više godina) dva otiska prsta.
Karticu izdaje Ministarstvo unutarnjih poslova u suradnji s IPZS-om u Rimu i podnositelju zahtjeva šalje u roku od 6 radnih dana.
Valjanost je 10 godina za odrasle, 5 godina za maloljetnike u dobi od 3 do 18 godina, 3 godine za djecu u dobi od 0 do 3 godine a produžava se ili skraćuje kako bi uvijek isticali na rođendan.
Međutim, stara klasična talijanska osobna iskaznica i dalje vrijedi i u tijeku je zamjene novom eID karticom od 4. srpnja 2016. Manjak strojno čitljive zone, neobična veličina, činjenica da je načinjena od papira i tako se lako može krivotvoriti, često uzrokuju kašnjenja na graničnim kontrolama, a osim toga strane države izvan EU ponekad odbijaju prihvatiti je kao valjan dokument. Ove su se uobičajene kritike razmatrale pri razvoju nove talijanske elektroničke osobne iskaznice, koja je u uobičajenom formatu kreditne kartice i koja danas ima na raspolaganju mnoge posljednje sigurnosne značajke. 

##### Lihtenštajn
Kneževina Lihtenštajn ima dobrovoljni sustav osobnih iskaznica za građane, tzv. Identitätskarte. 
Građani Nizozemske od 14 godina starosti moraju na zahtjev policajca ili slične službene osobe moći pokazati važeći osobni dokument. Nadalje, osobni dokumenti potrebni su prilikom otvaranja bankovnih računa i nakon početka rada za novog poslodavca. Službeni identifikacijski dokumenti stanovnika u Nizozemskoj su:
- Nizozemska putovnica
- Nizozemska osobna iskaznica
- Dozvola za boravak za strance
- Geprivilegieerdenkaart (između ostalog za tijela diplomacije i članove njihovih obitelji)
- Putovnice / nacionalne osobne iskaznice članova drugih zemalja EGP-a

U svrhu javnoga identificiranja (ali ne u druge svrhe), nizozemska vozačka dozvola često može poslužiti i kao osobni dokument. U Karibskoj Nizozemskoj, nizozemske i druge osobne iskaznice EGP-a ne vrijede; već se na tom području izdaju lokalne tzv. BES osobne iskaznice (kratica za Bonaire, Sveti Eustahije i Saba -  otoke koje čine Karibsku Nizozemsku) koje su obvezne za sve tamošnje stanovnike. 

##### Norveška
U Norveškoj ne postoji zakon koji bi kažnjavao ne posjedovanje osobne isprave. Ali postoje pravila koja to zahtijevaju za usluge poput bankarstva, zrakoplovnih putovanja i glasovanja (gdje osobno priznavanje ili druge metode identifikacije nisu moguće).
Sljedeći se dokumenti uglavnom smatraju važećim (malo variraju jer ih nijedan zakon ne navodi): Nordijska vozačka dozvola, putovnica (često samo iz EU-a i EFTA-e), nacionalna osobna iskaznica iz EU-a, norveška osobna iskaznica banaka. U Norveškoj nema osobne iskaznice, osim bankovne iskaznice (koja se obično ispisuje na poleđini kreditne kartice). Za dobivanje bankovne iskaznice potrebna je nordijska ili druga putovnica, zajedno s norveškim boravišnom i radnom dozvolom. 
U planu je uvođenje nacionalne iskaznice kojom se akreditira norveško državljanstvo, a može se koristiti za putovanja unutar EU i za opću identifikaciju. Plan je započeo 2007. godine i odgađao se nekoliko puta, a sada se očekuje 2020. godine. Banke se zalažu da se oslobode zadatka izdavanja osobnih iskaznica, ističući kako bi to trebalo biti odgovornost državnih vlasti. Neke su banke već prestale izdavati osobne iskaznice, pa ljudi trebaju donijeti putovnicu za stvari poput kupovine koristeći kreditne kartice ili kupovine propisanih lijekova, ako nemaju posjedovanje vozačke dozvole.

##### Poljska
Svaki poljski državljanin stariji od 18 godina koji stalno prebiva u Poljskoj mora imati osobnu iskaznicu (Dowód osobisty) koju izdaje lokalni Ured za građanska pitanja. Poljski državljani koji trajno žive u inozemstvu imaju pravo, ali nisu obvezni posjedovati osobnu iskaznicu. 

##### Portugal
Svi portugalski državljani obavezni su izvaditi osobnu iskaznicu s navršenih 6 godina. Ne moraju ih nositi uvijek sa sobom, ali su ih obavezne predočiti zakonitim vlastima ako to zatraže.
Stari format iskaznica (žuti laminirani papirni dokument) sadržavao je, pored ostalih podataka, portret nositelja, njihov otisak prsta i ime roditelja.
Trenutno se zamjenjuju sivim plastičnim iskaznicama s čipom, pod nazivom Cartão de Cidadão (Građanska kartica), koje sada sadrže NIF (porezni broj), Cartão de Utente (zdravstvenu iskaznicu) i socijalno osiguranje, a sve su zaštićene PIN-om. dobivenim prilikom izdavanja kartice. 
Nova Građanska kartica tehnološki je naprednija od prijašnje osobne iskaznice i ima sljedeće karakteristike:
- S fizičkog stajališta, Građanska kartica imat će format 'pametne kartice' i zamijenit će postojeću osobnu iskaznicu, karticu poreznih obveznika, karticu socijalnog osiguranja, biračku karticu i karticu korisnika Nacionalne zdravstvene službe.
- S vizualnog gledišta prednja strana kartice prikazat će fotografiju vlasnika i osnovne osobne podatke. Na poleđini će biti navedeni brojevi pod kojima je vlasnik registriran kod različitih tijela čije se kartice kombiniraju i zamjenjuju Građanskom karticom. Stražnja strana također će sadržavati optički čitač i čip.
- S elektroničkog stajališta kartica će imati kontaktni čip, s digitalnim potvrdama (za potrebe elektroničke provjere autentičnosti i elektroničkog potpisa). Čip može sadržavati iste podatke kao i sama fizička kartica, zajedno s drugim podacima, poput adrese vlasnika.

##### Rumunjska
Svaki građanin Rumunjske mora se registrirati za osobnu iskaznicu (Carte de identitate, skraćeno CI) s 14 godina. CI nudi dokaz o identitetu, adresi, spolu i drugim podacima o posjedniku. Iskaznica se mora obnavljati svakih 10 godina. Može se koristiti umjesto putovnice za putovanja unutar Europske unije i nekoliko drugih zemalja izvan EU-a. 
Postoji i druga vrsta osobne iskaznice, tzv. privremena osobna iskaznica (Cartea de Identitate Provizorie) koja se izdaje privremeno kada pojedinac ne može dobiti normalnu osobnu iskaznicu. Valjanost joj traje do jedne godine. Ne može se koristiti za putovanje unutar EU, za razliku od uobičajene osobne iskaznice. 
Ostali oblici službeno prihvaćenih identifikacijskih dokumenata uključuju vozačku dozvolu i izvod iz matične knjige rođenih. Međutim, ovi se dokumenti prihvaćaju samo u ograničenim okolnostima i u većini slučajeva ne mogu zauzeti mjesto osobne iskaznice. Osobna iskaznica obvezna je za rad s vladinim institucijama, bankama ili mjenjačnicama. Važeća putovnica također se može prihvatiti, ali obično samo za strance. 
Uz to, od građana se može očekivati da u mnogim okolnostima daju osobni identifikacijski broj (CNP); svrhe se kreću od jednostavne jedinstvene identifikacije i internog knjigovodstva (na primjer prilikom sastavljanja papira za jamstvo kupljene robe) do traženja policijske identifikacije. CNP je dugačak 13 znakova, s formatom S-YY-MM-DD-RR-XXX-Y. Gdje je S spol, YY godina rođenja, MM je mjesec rođenja, DD je dan rođenja, RR je regionalni id, XXX je jedinstveni slučajni broj, a Y je kontrolna znamenka.
Predstavljanje osobne iskaznice je poželjno, ali nije obvezno na zahtjev policajaca; međutim, u takvim se slučajevima od ljudi očekuje da osiguraju CNP ili alternativne načine identifikacije koji se mogu provjeriti na licu mjesta (ako je potrebno, putem radija).
Podaci na osobnoj iskaznici moraju biti ažurirani od strane vlasnika; konkretno trenutna adresa prebivališta. U suprotnom građanin može snositi određene novčane kazne, ili mu se mogu uskratiti usluge dane od strane onih institucija koje zahtijevaju valjanu, ažuriranu iskaznicu. Unatoč tome, uobičajeno je da Rumunji puste podatke da isteknu ili se kreću uokolo s isteklim osobnim iskaznicama.

##### Slovačka
Slovačka osobna iskaznica (slovački: Občiansky preukaz) izdaje se građanima Slovačke Republike starijima od 15 godina. Slovačku osobnu iskaznicu službeno su priznale sve države članice Europskog gospodarskog prostora i Švicarska za putovanja unutar svojih područja. Za putovanje izvan EU, slovački državljani trebaju slovačku putovnicu, što je i pravno prihvaćen oblik iskaznice. Policajci i ostali službenici imaju pravo zahtijevati uvid u jedan od tih dokumenata, a zakon kaže da je taj dokument dužan dostaviti u tom trenutku. Ako se netko ne pridržava zakona, policijskim službenicima dopušteno je insistirati na osobnoj identifikaciji u policijskoj postaji. 

##### Slovenija
Svaki slovenski državljanin bez obzira na dob ima pravo na osobnu iskaznicu (slovenski: Osebna iskaznica) a svaki građanin Republike Slovenije stariji od 18 godina zakonom je obvezan izvaditi jedan i nositi ga sa sobom u svakom trenutku (ili bilo koji drugi osobni dokument sa slikom tj. slovensku putovnicu). Iskaznica je važeći osobni dokument u svim državama članicama Europske unije za putovanja unutar EU, s izuzetkom Ovčjih otoka i Grenlanda, iako se može koristiti za putovanje izvan EU: Norveška, Lihtenštajn, BiH, Makedonija, Crna Gora, Srbija, Švicarska. Prednja strana prikazuje ime i prezime, spol, državljanstvo, datum rođenja i datum isteka kartice, kao i broj osobne iskaznice, crno-bijelu fotografiju i potpis. Na poleđini se nalaze stalna adresa, administrativna jedinica, datum izdavanja, EMŠO (slovenski naziv za JMBG) i kôd s ključnim podacima u strojno čitljivoj zoni. Ovisno o dobi vlasnika (a ponekad i drugih čimbenika), iskaznica ima valjanost 5 godina ili 10 godina i 1 godinu za strance koji žive u Sloveniji. 
U Sloveniji se važnost osobnih iskaznica izjednačuje sa slovenskom putovnicom, ali je zbog veličine mnogo praktičnija. 

##### Španjolska
U Španjolskoj građani, stranci s prebivalištem i tvrtke imaju slične, ali različite identifikacijske brojeve, neke sa slovnim prefiksom, a sve s kontrolnim brojem
- NIF Fizičke i pravne osobe imaju porezni broj ili Número de Identificación Fiscal (NIF), koji je isti kao njihov identifikacijski dokument. Za tvrtke je to ranije bilo poznato kao Código de Identificación Fiscal (CIF)
- DNI španjolski državljani imaju Documento Nacional de Identidad (DNI), koji nosi ovaj broj bez ikakvog slovnog prefiksa. DNI se ponekad naziva zastarjelim nazivima kao što su Cédula de Ciudadanía (CC), Carné de Identidad (CI) ili Cédula de Identidad (CI).

Španjolski državljani mlađi od 14 godina mogu, ali stariji od 14 godina morati izvaditi nacionalnu osobnu iskaznicu (DNI). Izdaje ga Nacionalna policija, nekadašnji papir ID-1 (bankovna kartica), kapsuliran plastikom. Od 2006. godine uvedena je nova verzija „DNI”. Nova 'Electronic DNI' pametna je kartica koja omogućuje digitalno potpisivanje dokumenata. Čip sadrži većinu osobnih podataka ispisanih na kartici i digitaliziranu verziju lica, potpisa i otisaka prstiju nositelja.
Na prednjoj strani nalazi se fotografija, ime i prezime, potpis nositelja, matični broj, datum izdavanja i datum isteka. Na poleđini su datum i mjesto rođenja, spol, zakonski naziv(i) ascendenta i trenutna adresa. Na dnu su ključne informacije u strojno čitljivoj zoni. Ovisno o dobi nositelja, kartica vrijedi 5 godina, 10 godina ili neograničeno (za starije osobe).
- CIF Fiscal Código de Identidad se zadržao samo za udruge i zaklade koje imaju CIF koji započinje slovom -G
- Strancima se izdaje NIE - Número de Identificación de Extranjero, koji započinje slovom X ili Y. NIE kartice za građane EU ukinute su i zamijenjene ispisanom stranicom A4 formata, koje ti građani nisu obvezni imati stalno sa sobom.[84]

Unatoč razlikama NIF / CIF / NIE / NIF, matični je broj jedinstven i uvijek ima osam znamenki (NIE ima 7 znamenki), a potom slijedi slovo izračunato na temelju 23- modularne aritmetičke provjere koja se koristi za provjeru ispravnosti broja. Slova I, Ñ, O i U ne koriste se i slijed je sljedeći: 
| 0 | 1 | 2 | 3 | 4 | 5 | 6 | 7 | 8 | 9 | 10 | 11 | 12 | 13 | 14 | 15 | 16 | 17 |
| - | - | - | - | - | - | - | - | - | - | -- | -- | -- | -- | -- | -- | -- | -- |
| T | R | W | A | G | M | Y | F | P | D | X  | B  | N  | J  | Z  | S  | Q  | V  |

| 18 | 19 | 20 | 21 | 22 |
| -- | -- | -- | -- | -- |
| H  | L  | C  | K  | E  |

Ovaj je broj isti za porezne, socijalne i sve pravne svrhe.  Bez ovog broja (ili stranr protuvrijednosti, poput broja putovnice), ugovor možda neće biti primjenjiv.
U Španjolskoj je matični broj na osobnoj iskaznici najvažniji dio identifikacijskog dokumenta. Oosbna iskaznica se koristi u svim javnim i privatnim transakcijama. Potrebna je za otvoriti bankovni račun, potpisati ugovor, sklopiti državno osiguranje i registrirati se na sveučilištu, a treba je pokazati i kada ga / ju policajac novčano kazni. To je jedan od službenih dokumenata potrebnih za glasovanje na bilo kojim izborima, iako se može koristiti bilo koji drugi oblik službene iskaznice, poput vozačke dozvole ili putovnice. Kartica također predstavlja valjanu putnu ispravu unutar Europske unije.
Državljani nerezidenti zemalja poput Velike Britanije, u kojima brojevi putovnica nisu fiksni za života vlasnika, već se mijenjaju obnavljanjem mogu imati poteškoća s pravnim transakcijama nakon obnavljanja dokumenta jer stari broj više nije provjerljiv na valjanoj (stranoj) putovnici. Međutim, NIE se izdaje doživotno i ne mijenja se i može se koristiti u iste svrhe.

##### Švedska
Švedska nema zakonski statut za obvezne osobne dokumente. No osobne iskaznice se redovito koriste za utvrđivanje identiteta osobe prilikom dovršavanja određenih transakcija. To uključuje bankarstvo i provjeru starosti. Također, interakcija s javnim tijelima često zahtijevaju predočenje osobne iskaznice, unatoč činjenici da ne postoji zakon koji to izričito zahtijeva, jer postoje zakoni koji zahtijevaju od vlasti da na neki način provjere identitet ljudi. Bez švedskih dokumenata o identitetu mogu se dogoditi poteškoće s pristupom zdravstvenim uslugama, primanjem lijekova na recept i dobivanjem plaća ili potpora. Od 2008., putovnice EU-a prihvaćene su za te usluge zbog zakonodavstva EU-a (s iznimkama, uključujući bankarstvo), ali putovnice građana koji nisu iz članica EU-a nisu prihvaćene. Tako su osobne iskaznice postale važan dio svakodnevnog života.
Trenutno postoje tri javna tijela koja izdaju osobne iskaznice: Švedska agencija za poreze, Švedska policijska uprava i Švedska agencija za promet.
Kartice Porezne agencije mogu se koristiti samo u Švedskoj za potvrđivanje identiteta osoba, ali mogu ih dobiti i švedski državljani i oni koji trenutno žive u Švedskoj. Potreban je švedski osobni identifikacijski broj koji je mougće dobiti bez švedske osobne iskaznice. U ovom slučaju osoba koja posjeduje takvu karticu mora imati nekoga tko će joj jamčiti identitet, a ta osoba mora biti provjerljivi rođak ili šef u tvrtki u kojoj ta osoba radi ili nekolicina drugih osoba koje se lako mogu provjeriti.
Policija može izdati osobne dokumente samo državljanima Švedske. Policija izdaje međunarodno priznatu osobnu iskaznicu u skladu sa standardom EU-a koja se koristi za putovanja unutar Europe i švedske putovnice koje su prihvatljive kao identifikacijski dokumenti širom svijeta.
Prometna agencija izdaje vozačke dozvole koje u Švedskoj važe kao osobni dokumenti. Da bi ju stekla, osoba mora biti odobrena za vozača i imati drugi švedski identifikacijski dokument kao dokaz identiteta. 
U prošlosti je bilo određenih grupa koje su imale probleme pri nabavljanju valjanih identifikacijskih dokumenata. To je zbog početnog postupka koji je bio potreban da bi se utvrdio identitet, gdje su sigurnosni zahtjevi komercijalnih tvrtki koje su potvrđivale identitet bili neregulirani. Od srpnja 2009. Porezna agencija je počela izdavati osobne iskaznice, što je pojednostavilo postupak provjere identiteta za inozemne vlasnike putovnica. Još uvijek postoje zahtjevi za potvrdom identiteta koji mogu stvarati probleme, posebno stranim državljanima, ali popis ljudi koji mogu potvrditi nečiji identitet je proširen.

##### Švicarska
Građani Švicarske nemaju obvezu identifikacije u Švicarskoj, pa prema zakonu nije obvezno na zahtjev policijskog službenika ili druge službene osobe pokazivati valjani identifikacijski dokument. Osobni dokumenti potrebni su prilikom otvaranja bankovnog računa ili u slučaju interakcije s javnom upravom.
U svakodnevnom životu švicarskih državljana važne su švicarska osobna iskaznica i švicarska vozačka dozvola ; ovo potonje treba predstaviti na zahtjev policajca, kada se vozi motorno vozilo kao npr. Automobil, motocikl, autobus ili kamion. Švicarska putovnica potrebna je samo za putovanja u inozemstvo u zemlje koje ne prihvaćaju švicarsku osobnu iskaznicu kao putni dokument.

##### Ujedinjeno Kraljevstvo
Velika Britanija je imala osobnu iskaznicu tijekom Drugog svjetskog rata kao dio paketa izvanrednih pravila države; ovo je ukinuto 1952. godine ukidanjem Zakona o nacionalnoj registraciji iz 1939. Osobne iskaznice prvi su put predložene sredinom osamdesetih za ljude koji prisustvuju nogometnim utakmicama, nakon niza incidenata huliganstva u koje su upleteni engleski nogometni navijači. Međutim, ova predložena shema osobnih iskaznica nikada nije ugledala svijetlo dana jer ju je lord Taylor od Gosforth-a u Taylorovom izvješću iz 1990. godine označio kao „neizvedivom“. 
Do 2006. godine nekoliko grupa poput No2ID formiralo je kampanju protiv osobnih iskaznica u UK. Vlada vođena laburističkom strankom postupno je uvela obvezne osobne iskaznice za strance koji nisu iz država članica EU-a počevši od kraja 2008. godine. Nakon općih izbora 2010. formirana je nova vlada koja je sastojala od koalicije između dviju stranaka koje su se obvezale da će izbrisati osobne iskaznice - konzervativci i liberalni demokrati - a Ministarstvo unutarnjih poslova priopćilo je da je 10. veljače 2011. da je nacionalni registar identiteta uništen.
Osobne iskaznice za britanske državljane uvedene su 2009. godine na dobrovoljnoj osnovi. Samo su radnici iz određenih zanimanja visoke sigurnosti, poput aerodromskih radnika, morali imati osobnu iskaznicu, a ovaj opći nedostatak obveze posjedovanja osobne iskaznice je i dalje na snazi.
Vozačke dozvole, posebno vozačka dozvola koja je uvedena 1998. godine, i putovnice, sada su najčešće korišteni osobni dokumenti u Ujedinjenom Kraljevstvu Vozačke dozvole iz Velike Britanije i drugih zemalja EU-a obično se prihvaćaju u drugim zemljama EGP-a radi provjere identiteta. S obzirom na to da se putovnice ne uklapaju u uobičajeni novčanik ili torbicu, većina ljudi svoje putovnice ne nosi u javnosti osim ako unaprijed znaju da će im trebati. Za ljude iz Velike Britanije i drugih zemalja u kojima se nacionalne osobne iskaznice ne koriste ili nisu uobičajene, ovo ostavlja vozačke dozvole kao jedini valjani oblik osobne iskaznice koji se mora predstaviti, ako to zahtijevaju vlasti iz opravdanog razloga, ali za razliku od putovnice ne prikazuje državljanstvo ili imigracijski status vlasnika. U svakodnevnom životu, većina predstavnika poput policije ili zaštitara ne traži identifikaciju od pojedinaca na nagli način - u obliku provjere na licu mjesta, iako to može postati problem u slučajevima ''zaustavljanja i potrage'' (poseban slučaj u kojem policija ima 'osnovanu sumnju' na počinjenje kaznenog djela koje pokušava spriječiti zaustavljanjem osobe na licu mjesta dok se 'osnovana sumnja' ne odbaci).  
Postoje i razne kartice koje se uglavnom koriste u svrhu provjere starosti, ali njih najčešće nose samo osobe u kasnim tinejdžerskim ili ranim dvadesetim godinama koje ne voze i često kupuju robu koju je zabranjeno prodavati maloljetnicima.